# Dimorphanthera bracteata
Dimorphanthera bracteata är en ljungväxtart som beskrevs av P.F. Stevens. Dimorphanthera bracteata ingår i släktet Dimorphanthera och familjen ljungväxter. Inga underarter finns listade i Catalogue of Life.